# Эскадрон Скаржинского
Эскадрон Скаржинского —  кавалерийское подразделение (отдельный эскадрон), созданное во время Отечественной войны 1812 года херсонским помещиком Виктором Петровичем Скражинским, на собственные средства. К формированию эскадрона Скаржинского подтолкнуло то, что в Херсонской и соседних с ней губерниях набор ополчения не проводился. 

## История
Эскадрон был основан в Херсонской губернии и насчитывал 180 человек, набранных из крепостных крестьян Скаржинского. Кроме крепостных, в состав эскадрона вошли несколько вольных людей, а в офицеры были набраны представители местного дворянства. Отряд во главе с самим Скаржинским присоединился к 3-й армии и оказывал ей поддержку.
В сентябре 1812 года эскадрон был сформирован и выступил в поход на соединение с армией адмирала Чичагова. В своем рапорте на имя военного министра Горчакова от 9 сентября герцог де Ришельё просил «семи довести до сведения Государя Императора» факт создания эскадрона.
Продвижение отряда не обошлось без досадных недоразумений. 1 октября эскадрон Скаржинского не пустили в город Могилёв-Подольский из-за карантина, введенного из-за чумы. Из-за этого казаки вынуждены были стоять лишние десять дней в поле без еды и фуража. Всего на соединение с армией эскадрон прошёл 386 км.
В конечном итоге, в том же октябре месяце эскадрон присоединился к 3-й армии адмирала Павла Чичагова, а уже 23 октября 1812 генерал-фельдмаршал Кутузов рапортовал Александру I о том, что адмирал  Чичагов отмечает «выдающиеся подвиги» Скаржинского.

### Обмундирование
Всадники эскадрона были одеты в форму гербового цвета рода Скаржинских (белый и голубой) — белые куртки казацкого кроя с голубыми воротниками и лацканами. У офицеров были серебряные эполеты. Эскадрон имел свой значок, который, собственно, изображал шляхетский герб Скаржинских Боньча: голубое полотнище (в размере кавалерийского штандарта) с изображением белого единорога и с белой каймой по краям.
В целом, форма эскадрона Скаржинского была близка к форме Бугского казачьего войска, однако имела другую расцветку.